# Rhinocricus styliferus
Rhinocricus styliferus är en mångfotingart som beskrevs av Filippo Silvestri 1897. Rhinocricus styliferus ingår i släktet Rhinocricus och familjen Rhinocricidae. Inga underarter finns listade i Catalogue of Life.